# Erdbrand (Erzbergbau)
Erdbrand oder Ergeesen ist eine historische Bezeichnung für bestimmte Erscheinungsformen von Silbersulfid im Silbererzbergbau.
Es handelt sich dabei um das Auftreten von Silberschwärze, einer erdigen, häufig pulverförmigen Erscheinungsform von Argentit, der als Drusenausfüllung, in Klüften und Gängen als Überzug auf Silber und Silbererzen vorkommt.
Die Bezeichnung Erdbrand rührt daher, dass man meinte, das Erz wäre verbrannt oder verwittert. Man glaubte, dass die „unterirdische Luft“ besondere, für die Erze schädliche Qualitäten habe – daher auch die andere Bezeichnung Ergeesen bzw. ergeesen Erz, was so viel wie „vergorenes Erz“ bedeutet:
Ergeesen erz, worin der erdbrand das erz consumiret und nur ein gemülbe wie rusz zurück gelassen, aus dem der gehalt herausgegoren ist.
Traf man auf eine Höhle oder Kluft, in dem das Silbererz derart mit einer rußartigen Schicht überzogen war, so hieß es, man sei „zu spät gekommen“ oder man habe „ergeesen Erz berührt“.